# Кето-енольна таутомерія

Рівновага між енольною і кетонною формами піровиноградної кислоти (піруват-іона)

Ке́то-ено́льна таутомері́я — вид таутомерії, що проявляється у рівноважному співіснуванні кетонної та енольної форм органічної сполуки.
Кето-енольна таутомерія належить до класу прототропних перетворень — вона зумовлена великою рухливістю атома Гідрогену на сусідньому до карбонільної групи α-атомі Карбону та може пояснюватися протіканням через стадію утворення стійкого карбаніону після відщеплення атома H від α-C:
Делокалізація негативного заряду на карбаніоні призводить до утворення енолят-іона:
Відщеплений атом H протонує енолят-іон за атомом Оксигену, утворюючи енол:

Рівновага для 1,3-карбонільного ацетилацетону

Зазвичай рівновага процесу сильно зсунута у бік кето-форми. Так, співвідношення форм енол:кетон (константа рівноваги) для ацетону становить 1,5·10-7, для ацетальдегіду — 2,0·10-5, для циклогексанону — 5,0·10-5.
Однак існують також системи зі значним вмістом енольної форми. Прикладом є рівновага між формами 1,3-дикарбонільних сполук, зокрема для ацетооцтового естеру, у системі якого міститься близько 7 % енолу.
Присутність кислот або основ значною мірою пришвидшує взаємні перетворення, зокрема, перехід в енольну форму (так звана енолізація).